# البابا لاون الرابع عشر
البابا لاون الرابع عشر (ولد باسم روبرت فرنسيس بريفوست، في 14 سبتمبر 1955) هو رأس الكنيسة الرومانية الكاثوليكية والحاكم الأعلى لدولة الفاتيكان منذ 8 مايو 2025. وهو من أصل بيروفي-أمريكي [الإنجليزية]. شغل منصب رئيس دائرة الأساقفة [الإنجليزية] ورئيس اللجنة الحبرية لأمريكا اللاتينية [الإنجليزية] منذ عام 2023. وقد شغل سابقًا منصب أسقف تشيكلايو [الإنجليزية] في بيرو من 2015 إلى 2023، وكان الرئيس العام لرهبنة القديس أوغسطينوس [الإنجليزية] من 2001 إلى 2013. في عام 2015، أصبح الكاردينال بريفوست مواطنًا بيروفيًا بالتجنس كما أكدس ذلك السجل المدني الوطني في بيرو. في 8 مايو 2025، انتُخب حبراً أعظم، واختار اسم البابا لاون الرابع عشر. وهو أول بابا يولد في أمريكا الشمالية.
ولد في شيكاغو، وقضى بريفوست الجزء الأول من مسيرته هناك يعمل مع الأوغسطينيين. خدم كاهن رعية ومسؤول أبرشي، ومدرس في معهد كهنوتي، ومدير إداري في البيرو من 1985 إلى 1986 ومن 1988 إلى 1998، وعُيّن كاردينالًا في عام 2023.
في عام 2023، عيّن البابا فرنسيس بريفوست رئيسًا لدائرة الأساقفة، وهو منصب بارز رفع من مكانته مرشحاً محتملاً للبابوية.

## السيرة

### النشأة
وُلد روبرت بريفوست في شيكاغو في 14 سبتمبر 1955، وهو ابن لويس ماريوس بريفوست وميلدريد مارتينيز. أكمل دراسته الثانوية في الإكليريكية الصغرى التابعة لرهبنة القديس أوغسطينوس في عام 1973. حصل بريفوست على درجة البكالوريوس في الرياضيات من جامعة فيلانوفا عام 1977.
بعد أن قرر أن يصبح كاهنًا، انضم بريفوست إلى رهبنة القديس أوغسطينوس في سبتمبر 1977. نذر نذوره الأول في سبتمبر 1978، ثم نذر النذور الرهبانية الدائمة في أغسطس 1981. في العام التالي، حصل على درجة ماجستير في اللاهوت من الاتحاد اللاهوتي الكاثوليكي في شيكاغو. يتحدث بريفوست الإنجليزية، الإسبانية، الإيطالية، الفرنسية، والبرتغالية، ويستطيع قراءة اللغة اللاتينية والألمانية.

### الكهنوت
رُسم بريفوست كاهنًا على يد رئيس الأساقفة جان جادوت ‏ من أجل رهبنة الأوغسطينيين في روما في 19 يونيو 1982. حصل على ليسانس في القانون الكنسي ‏ عام 1984، ثم على درجة الدكتوراه في القانون الكنسي ‏ عام 1987 من جامعة القديس توما الأكويني البابوية في روما.
انضم بريفوست إلى البعثة الأوغسطينية في بيرو عام 1985، وشغل منصب مستشار الإقليم الكنسي لشولوكاناس ‏ من 1985 إلى 1986.
عاد بريفوست إلى بيرو عام 1988، وقضى السنوات العشر التالية في إدارة المعهد الإكليريكي الأوغسطيني في تروخيو. كما درّس القانون الكنسي في المعهد الإكليريكي الأبرشي، وشغل منصب مشرف على الدراسات. عمل أيضًا كقاضٍ في المحكمة الكنسية الإقليمية وعضو في مجلس المستشارين في أبرشية تروخيو ‏. كما قاد رعية في أطراف المدينة.

### القيادة الأوغسطينية
في عام 1998، انتُخب بريفوست رئيسًا إقليميًا لرهبنة الأوغسطينيين في مقاطعة شيكاغو، وعاد إلى الولايات المتحدة لتولّي المنصب في 8 مارس 1999.
في عام 2000، سمح بريفوست للكاهن الأوغسطيني الأب جيمس راي بالإقامة في دير القديس جون ستون في شيكاغو. كان راي قد أُوقف عن الخدمة العامة منذ عام 1991 بسبب اتهامات موثوقة بالاعتداء الجنسي على قاصرين. وعلى الرغم من قرب الدير من مدرسة ابتدائية كاثوليكية، لم يُبلّغ بريفوست إدارة المدرسة بوجود راي. أشارت الرهبنة الأوغسطينية إلى أنه عُيّن مراقباً لراي أثناء إقامته في دير القديس جون ستون. نُقل راي إلى مقر إقامة آخر في عام 2002 عندما اعتمد مؤتمر أساقفة الولايات المتحدة قواعد أكثر صرامة في التعامل مع الكهنة المتهمين بالاعتداء على القاصرين.
في عام 2001، انتُخب بريفوست لولاية مدتها ست سنوات رئيساً عاماً لرهبنة الأوغسطينيين. وأُعيد انتخابه لولاية ثانية مدتها ست سنوات في عام 2007. ومن عام 2013 إلى 2014، شغل بريفوست منصب مدير التكوين في دير القديس أوغسطين في شيكاغو، بالإضافة إلى كونه المستشار الأول والنائب الإقليمي لمقاطعة "أمنا المشورة الصالحة"، التي تشمل منطقة الغرب الأوسط من الولايات المتحدة.

### أسقف تشيكلايو
عيّنه البابا فرنسيس إداري رسولي على أبرشية تشيكلايو وأسقفًا فخريًا على سوفار في 3 نوفمبر 2014. تلقى السيامة الأسقفية في 12 ديسمبر 2014 في كاتدرائية القديسة مريم في تشيكلايو ‏. وعُيّن أسقفًا على تشيكلايو في 26 سبتمبر 2015.
عُيّن عضوًا في مجمع الإكليروس في روما في 13 يوليو 2019، رغم أنه صرّح في البداية أن "فقط المتواضعين مؤهلون". في 15 أبريل 2020، تم عين إداريًا رسوليًا على أبرشية كاياو ‏ في بيرو. وفي 21 نوفمبر 2020، عيّنه البابا فرنسيس عضوًا في مجمع الأساقفة.
خدم ضمن مجلس أساقفة بيرو ‏ في المجلس الدائم للفترة من 2018 إلى 2020. وانتُخب في عام 2019 رئيسًا للجنة التربية والثقافة، كما كان عضوًا في قيادة كاريتاس بيرو. التقى بريفوست بالبابا فرنسيس في جلسة خاصة في 1 مارس 2021، مما أثار تكهنات بشأن تعيين جديد له إما في شيكاغو أو في روما.

## حياته الخاصة
يتقن ليو، إلى جانب لغته الأم الإنجليزية، عدة لغات منها الإسبانية والإيطالية والفرنسية والبرتغالية، كما يمتلك معرفة جيدة باللغة الألمانية، ويجيد قراءة اللاتينية وخلال فترة إقامته في بيرو، تعلم أيضًا إحدى لغات الكيشوا.
يصف نفسه بأنه "هاوٍ نشيط" في لعبة التنس. ويُعرف بشغفه بفريق شيكاغو وايت سوكس في دوري البيسبول الأمريكي، وقد حضر المباراة الافتتاحية للسلسلة العالمية لعام 2005 في ملعب "يو إس سيلولار فيلد" بمدينة شيكاغو. كما يُظهر عن دعمه لرياضات جامعة فيلانوفا، لا سيما لفريق كرة السلة للرجال "فيلانوفا وايلدكاتس".